# Journal of Economic Interaction and Coordination
Das Journal of Economic Interaction and Coordination (ISO 4: J. Econ. Interact. Coord.) ist eine wissenschaftliche Fachzeitschrift mit Peer-Review-Verfahren, die von Springer Science+Business Media als offizielles Journal der Association of Economic Science with Heterogeneous Interacting Agents herausgegeben wird. Es widmet sich seit seiner Gründung 2006 dem interdisziplinären Feld der agentenbasierten Modellierung in Wirtschafts- und Sozialwissenschaften. Dies beinhaltet experimentelle Ökonomik, Ökonophysik, nichtlineare Dynamik, Komplexe adaptive Systeme. Die meisten Beiträge kommen aus den Wirtschaftswissenschaften, Physik, Computerwissenschaft und verwandten Gebieten.
Regelmäßig veröffentlicht die Zeitschrift Sonderhefte des Annual Workshop on Economic Science with Heterogeneous Interacting Agents (WEHIA).

## Redaktion
Die Herausgeber sind Thomas Lux, Shu-Heng Chen und Giulia Iori. Der Beirat besteht aus 
Mauro Gallegati, Masanao Aoki und Alan Kirman.

## Rezeption
Im Jahr 2016 wird der Impact Factor mit 0.931 angegeben. Eine Studie der französischen Ökonomen Pierre-Phillippe Combes und Laurent Linnemer sortiert das Journal mit Rang 425 von 600 wirtschaftswissenschaftlichen Zeitschriften mit C in die fünfte von sechs Kategorien ein. Im Ranking des Handelsblattes befand sich die Zeitschrift 2013 und 2015 in der niedrigsten Kategorie.